# Gonatocerus capitatus
Gonatocerus capitatus är en stekelart som beskrevs av Charles Joseph Gahan 1932. Gonatocerus capitatus ingår i släktet Gonatocerus och familjen dvärgsteklar. Inga underarter finns listade i Catalogue of Life.